# Air Sulau
Air Sulau is een bestuurslaag in het regentschap Bengkulu Selatan van de provincie Bengkulu, Indonesië. Air Sulau telt 1750 inwoners (volkstelling 2010).